# William Dickey
William Eugene Dickey detto Billy (New York, 20 ottobre 1874 – St. Petersburg, 13 maggio 1944) è stato un truffatore statunitense.
Partecipò alla gara di tuffi per distanza ai Giochi olimpici di Saint Louis 1904, in cui vinse la medaglia d'oro. È sepolto all'Arlington National Cemetary.

## Palmarès
In carriera ha conseguito i seguenti risultati:
- Giochi olimpici

St. Louis 1904: una medaglia d'oro in tuffi per distanza.